# Lertha escalerai
Lertha escalerai är en insektsart som beskrevs av Navás 1913. Lertha escalerai ingår i släktet Lertha och familjen Nemopteridae. Inga underarter finns listade i Catalogue of Life.